# Randa VS
| VS ist das Kürzel für den Kanton Wallis in der Schweiz. Es wird verwendet, um Verwechslungen mit anderen Einträgen des Namens Randa zu vermeiden. |

Randa (walliserdeutsch Randaa mit Betonung auf der zweiten Silbe) ist eine Munizipalgemeinde und eine Burgergemeinde im Bezirk Visp sowie eine Pfarrgemeinde des Dekanats Visp im deutschsprachigen Teil des Schweizer Kantons Wallis.

## Geographie
Randa liegt an der Matter Vispa zwischen Visp und dem 9 km entfernten Zermatt und ist die drittoberste Gemeinde im Mattertal. Der tiefste Punkt der Gemeinde liegt bei 1270 m ü. M., an der Gemeindegrenze zu St. Niklaus. Höchster Punkt ist der Gipfel des Doms mit 4546 m ü. M. Zur Gemeinde gehören einige Weiler.

## Geschichte
Die älteste noch erhaltene Urkunde, die Randa erwähnt, geht auf das Jahr 1305 zurück. Der Ortsname Randa wird gewöhnlich auf ein vordeutsches Wort zurückgeführt, das «Rand, Grenze, Kante» bedeutet, ist aber unsicher. Bis 1552 gehörte Randa zusammen mit Täsch zum Meiertum Naters, später zur Kastlanei Naters. Eine Bauernzunft datiert von 1593. 1798 wurde Randa eine eigenständige Gemeinde.
Das kleine Bergdorf Randa wurde in den vergangenen Jahrhunderten immer wieder von Naturkatastrophen heimgesucht:
- 1636 wurden 37 Menschen durch eine Eis-Schneelawine getötet.
- 1720 starben so 12 Menschen.
- 1736 wurden durch eine Lawine 140 Gebäude zerstört.
- 1819 tötete alleine der Luftdruck einer Lawine zwei Menschen und zerstörte 113 Gebäude.
- 1888 starben durch eine Lawine zwei Menschen, über 40 Gebäude wurden zerstört.[7]
- Die Bahnstrecke wurde 1946, 1952, 1955 und 1986 durch solche Abgänge verschüttet.

Das jüngste schwere Ereignis dieser Art war 1991:

### Bergsturz von Randa

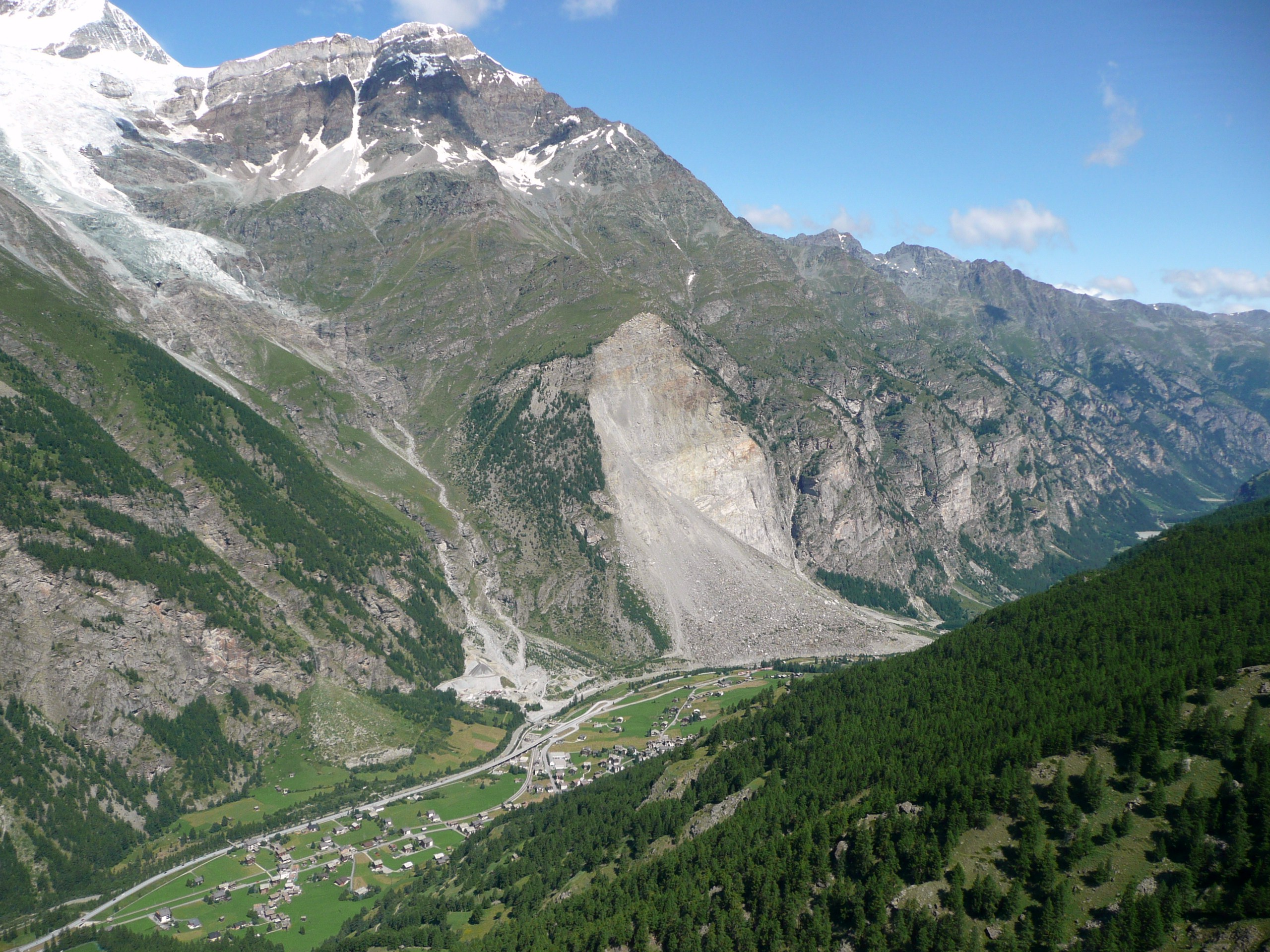
Randa im Jahr 2008 von oben mit dem Brunegghorn und den Bergsturzmassen von 1991

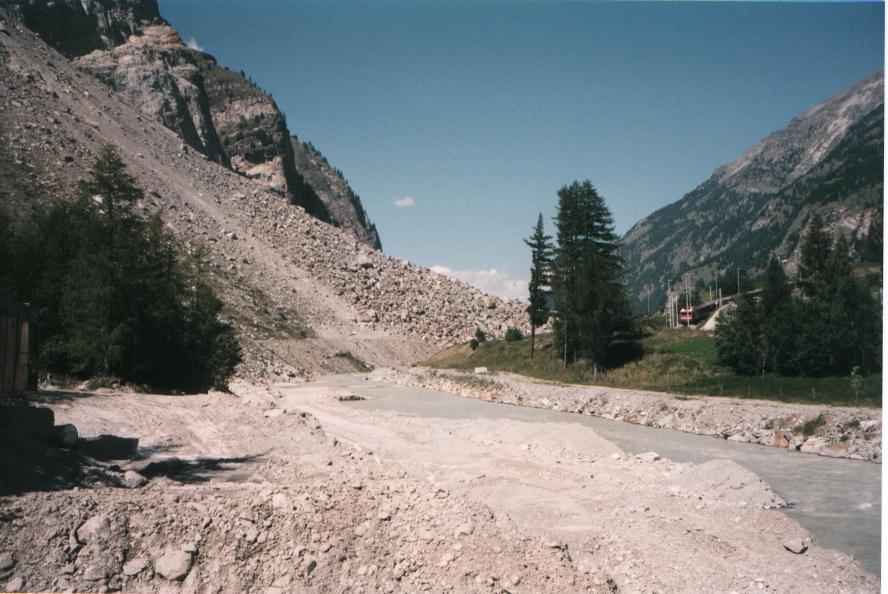
Matter Vispa bei Randa, dahinter die Bergsturzmassen vom Frühjahr 1991 (2005)

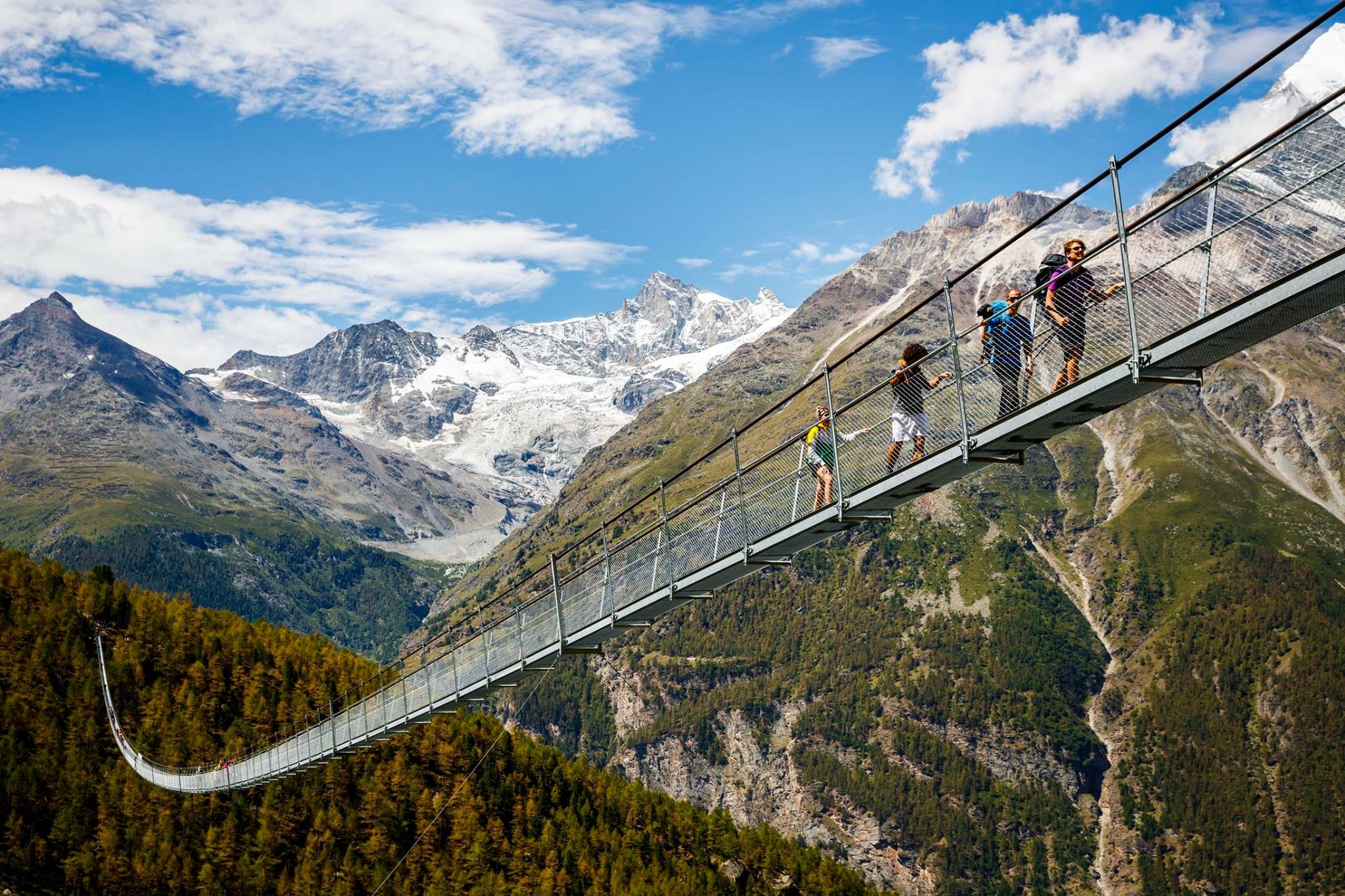
Hängebrücke

Bei einem Bergsturz am frühen Morgen des 18. April 1991 stürzten riesige Felsbrocken beim Grossgufer (walliserdeutsch für eine «Ansammlung grosser Felsblöcke») ins Tal. Am 9. Mai, drei Wochen später, rutschte der Berg weiter ab; die Geröllmassen von insgesamt ca. 33 Mio. m³ (zum Vergleich: Volumen der Cheopspyramide: 2,5 Mio. m³) begruben grosse Teile des Weilers Lerch mit 33 Landwirtschaftsgebäuden und Ferienhäusern sowie sieben Pferden und 35 Schafen, die Hauptstrasse nach Täsch und die Strecke der Brig-Visp-Zermatt-Bahn. Eine mehrere Zentimeter hohe Staubschicht bedeckte das Tal. Menschen kamen nicht ums Leben.
Auch die durch das Tal fliessende Matter Vispa wurde durch das Geröll gestaut und bedrohte mit ihren Wassermassen den Ort. Das Wasser wurde daraufhin mit elektrischen Pumpen über das Hindernis geleitet. Nach langen Regenfällen verschüttete der Dorfbach mit seinen mitgeführten Geröllmassen die Pumpen, die daraufhin ausfielen. Die tiefer gelegenen Ortsteile Randas wurden am 16. Juni 1991 überschwemmt.

## Kirche
Randa ist eine Tochterpfarrei von St. Niklaus. Randa wurde 1730 zu einer eigenen Pfarrei erhoben.
Die Barockkirche aus dem Jahr 1717 wurde 1932 von dem Wandmaler J. Salzgeber mit Wandgemälden versehen. Der Hochaltar wurde 1735 von dem bekannten Bildhauer Anton Sigristen aus Glis geschaffen.
Schutzpatron der Pfarrei von Randa ist der heilige Sebastian. Sein Gedenktag, der 20. Januar, ist Ortsfeiertag.

## Sport
Der Fussballklub FC Randa wurde 1986 gegründet. Ziel war es, an der regionalen Bergdorfmeisterschaft (BDM) teilzunehmen, die schon seit 1984 besteht. Der FC Randa spielt nicht in einer der offiziellen Ligen des Schweizerischen Fussballverbandes.

## Wandern, Klettern und Bergsteigen
Es existieren in und um Randa zahlreiche Felskletterwände, welche sich sowohl zum Toprope- und Vorstiegsklettern als auch zum Bouldern sehr gut eignen.
Der Weisshornweg führt von Randa über den Längenflueberg (2350 m) und Guggiberg (2222 m) zur Topalihütte (2674 m) und dann über die Wasulicke (3114 m) und das Jungtal (2387 m) nach Jungen (1960 m). Am Längenflueberg zweigt ein Wanderweg zum Aussichtspunkt „Kastel“ (2830 m) ab.
Die Europahütte (2265 m) liegt oberhalb Randa an der Kreuzung des Europaweges und des Domhüttenwegs. Sie ist ein wichtiger Stützpunkt dieses Höhenwanderwegs. In ihrer Nähe befindet sich die 2017 eröffnete Charles Kuonen Hängebrücke. Mit der Domhütte (2940 m), der Kinhütte (2584 m) und der Weisshornhütte (2932 m) befinden sich noch drei weitere hochalpine Schutzhütten auf dem Gemeindegebiet von Randa.
Hierzu kommt die Möglichkeit des Bergsteigens und Kletterns auf den die Gemeinde umgebenden Bergen. Diese variieren in Schwierigkeit und Höhe und sind damit sowohl für Anfänger als auch für Fortgeschrittene geeignet.

## Sonstiges
Der Asteroid (3928) Randa wurde von dem Astronom Paul Wild nach der Gemeinde benannt.